# 椿森
椿森（つばきもり）は、千葉県千葉市中央区にある町名。1丁目～6丁目からなる。郵便番号は260-0042。

## 地理
千葉市中央区の北部に位置しており、中央区祐光、要町、弁天、東千葉、稲毛区作草部町と隣接する。

## 歴史

### 地名の由来
かつて当地に存在した神社を椿の大木が取り囲んでいたことに由来する。

### 沿革
- 1936年（昭和11年） - 町名改正で都賀村作草部より分離して都賀村椿森となる[2]。
- 1937年（昭和12年）2月11日 - 都賀村が千葉市に編入されたことで千葉市の一部となる[4]。
- 1966年（昭和41年）1月1日 - 住居表示実施に伴い、椿森町の全域および要町、弁天町、作草部町の一部が椿森1～6丁目となる[5]。
- 1992年（平成4年）4月1日 - 千葉市が政令指定都市へ移行し、中央区の一部となる。

## 世帯数と人口
2021年（令和3年）3月末現在の世帯数と人口は以下の通りである。
| 町丁  | 世帯数  | 人口    |
| ----- | ------- | ------- |
| 1丁目 | 804世帯 | 1,297人 |
| 2丁目 | 481世帯 | 996人   |
| 3丁目 | 741世帯 | 1,262人 |
| 4丁目 | 126世帯 | 198人   |
| 5丁目 | 467世帯 | 742人   |
| 6丁目 | 475世帯 | 820人   |

## 小・中学校の学区
市立小・中学校に通う場合、学区は以下の通りとなる。
|                                                                    | 小学校             | 中学校             |
| ------------------------------------------------------------------ | ------------------ | ------------------ |
| 1丁目（全域）2丁目（全域）3丁目（1～4番）5丁目（全域）6丁目（2番） | 千葉市立院内小学校 | 千葉市立椿森中学校 |
| 3丁目（5番以降）4丁目（全域）6丁目（2番を除く）                    | 千葉市立都賀小学校 | 千葉市立椿森中学校 |

## 交通
- 総武本線東千葉駅（要町との間に跨っており、主要部は要町に存在する。）
- 千葉都市モノレール2号線千葉公園駅
- 国道126号

## 施設
- 千葉市立椿森中学校
- 国立病院機構千葉医療センター